# Agrilus ciping
Agrilus ciping (лат.) — вид узкотелых жуков-златок. Таксон назван по месту обнаружения (Ciping).

## Распространение
Китай, запад провинции Цзянси, Jinggang Shan, Ciping.

## Описание
Длина узкого тела взрослых насекомых (имаго) 6,7—7,7 мм. Отличаются кроткими усиками самцов, глубоким срединным вдавлением пронотума с изогнутыми килями, одноцветной зеленоватой окраской, средними размерами глаз. Близок к виду Agrilus aeneoclarus. Переднегрудь с воротничком. Боковой край переднеспинки цельный, гладкий. Глаза почти соприкасаются с переднеспинкой. Личинки предположительно развиваются на различных лиственных деревьях. Встречены в июне. Вид был впервые описан в ходе ревизии, проведённой в 2011 году канадскими колеоптерологами Эдвардом Йендеком (Eduard Jendek) и Василием Гребенниковым (Оттава, Канада).